# الظهرة (ولاية الشلف)
الظهرة إحدى بلديات ولاية الشلف بالجزائر التابع لـ دائرة تاوقريت.